# 莉娜·雷恩
莉娜·雷恩（Lena Raine，1984年2月29日—，又名Lena Chappelle），是美国作曲家和制作人，因参与《蔚蓝》和《激战2》的配乐工作而闻名。她还为其他各种电子游戏（包括《我的世界》和《Chicory: A Colorful Tale》）创作音乐。